# Flagge Idahos

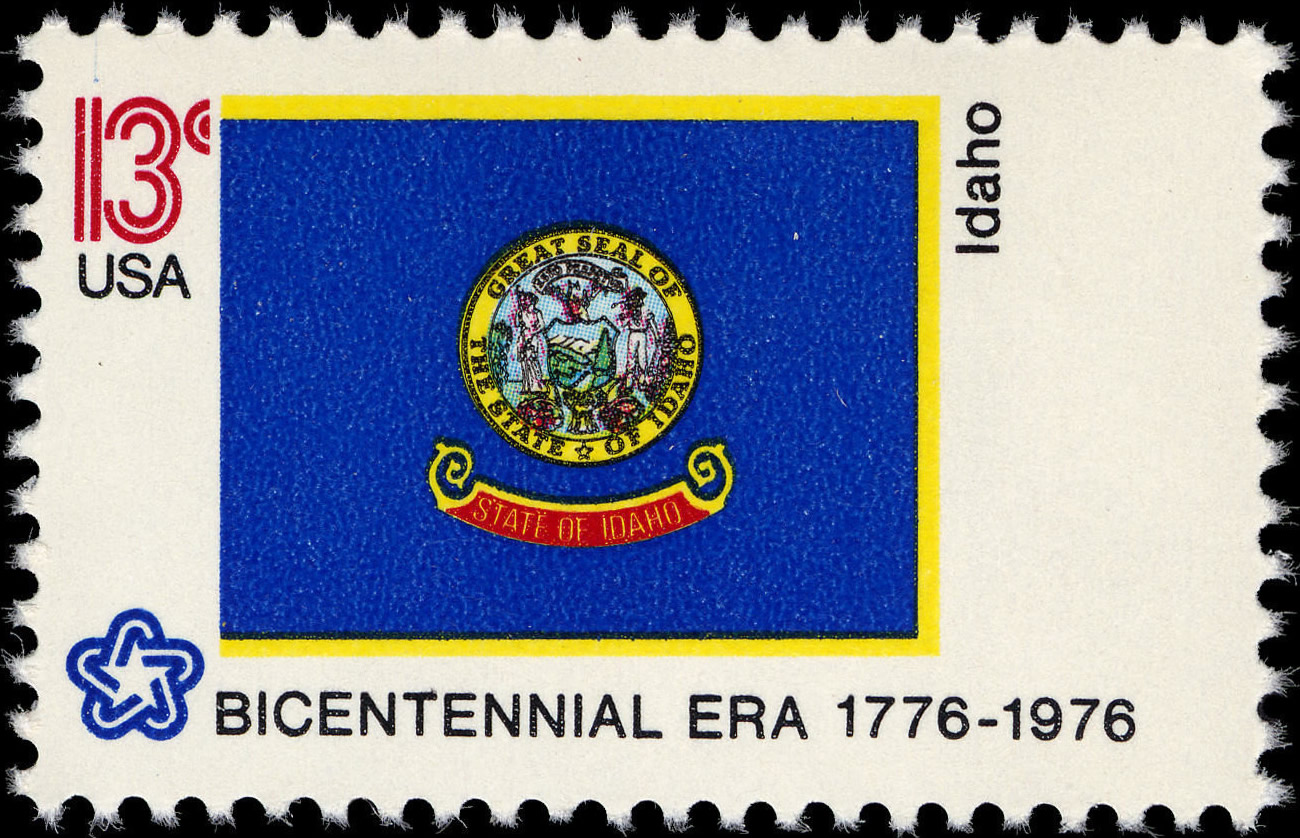
Idaho Flagge mit Saum auf einer Briefmarke

Flagge von Idaho

Die Flagge des US-Bundesstaats Idaho besteht aus dem Siegel des Staates, das sich zentriert auf einem blauen Feld befindet. Die Worte „State of Idaho“ stehen darunter in goldenen Buchstaben auf einem rot-goldenen Band. Entsprechend der offiziellen Beschreibung der Flagge sollte sich an den Ecken der Flagge ein goldener Saum befinden, aber vielfach findet sich dieses Detail auf der Flagge nicht wieder.
Das Siegel im Zentrum der Flagge zeigt einen Bergarbeiter und eine Frau, die für Gleichheit, Freiheit und Gerechtigkeit stehen. Die Symbole auf dem Siegel stehen für die Nutzung der natürlichen Ressourcen von Idaho: Rohstoffe, Wälder, Farmland und Wild.
Die Flagge basiert auf einem Design einer Flagge, die 1898 von der 1. Infanterie Idahos während des Spanisch-Amerikanischen Krieges getragen wurde. Das Design wurde 1907 offiziell angenommen und 1957 leicht modifiziert.